# フォー・トップス
フォー・トップス（Four Tops）はアメリカのR&Bコーラス・グループ。1960年代のモータウンで「アイ・キャント・ヘルプ・マイセルフ」「リーチ・アウト・アイル・ビー・ゼア」などのヒット曲を放った。1990年にロックの殿堂入り。
「ローリング・ストーンの選ぶ歴史上最も偉大な100組のアーティスト」において第79位。
リード・ボーカルのリーヴァイ・スタッブスが「Q誌の選ぶ歴史上最も偉大な100人のシンガー」において第52位にランクインしている。

## 略歴
ミシガン州デトロイトの高校に通う仲間で結成。当初はフォー・エイムスを名乗る。1956年にチェス・レコードと契約したのを機にフォー・トップスと改名した。しばらくはヒットに恵まれずレコード会社を転々とし、1963年にベリー・ゴーディ・ジュニアに見出され、モータウンと契約する。
モータウン移籍後は所属作曲家チームのホーランド＝ドジャー＝ホーランドの力もあってヒットが出るようになり、1965年に「アイ・キャント・ヘルプ・マイセルフ（シュガーパイ、ハニーバンチ）」の全米1位ヒットを放った。翌1966年にも「リーチ・アウト・アイル・ビー・ゼア」が全米1位を記録。両曲ともモータウン・クラシックとして現在に至るまで長く親しまれている。1973年にも「エイント・ノー・ウーマン」がヒット。1980年代には、1981年に「When She Was My Girl」がヒットするなど長い間活動を続けている。リード・ボーカルのリーヴァイ・スタッブスは2008年に死去した。

## ディスコグラフィ

### アルバム
- 『フォー・トップス・ファースト』 - Four Tops (1964年) ※US #63; UK #2
- 『セカンド・アルバム』 - Four Tops' Second Album (1965年) ※US #20
- 『フォー・トップス・ライヴ』 - Four Tops Live! (1966年) ※US #17; UK #4
- 『オン・トップ』 - On Top (1966年) ※US #32; UK #9
- Four Tops' Greatest Hits (1967年) ※US #4; UK #1
- 『リーチ・アウト』 - Reach Out (1967年) ※US #11; UK #6
- Four Tops on Broadway (1967年) ※US #79
- Yesterday's Dreams (1968年) ※US #91
- The Four Tops Now (1969年) ※US #74
- Soul Spin (1969年) ※US #163
- Still Waters Run Deep (1970年) ※US #21
- Changing Times (1970年) ※US #109
- The Magnificent 7 (1970年) ※with スプリームス、US #113; UK #6
- The Return of the Magnificent Seven (1971年) ※with スプリームス、US #154
- 『ダイナマイト』 - Dynamite (1971年) ※with スプリームス、US #160
- Nature Planned It (1972年) ※US #50
- 『想い出の館』 - Keeper of the Castle (1972年) ※US #33
- The Best of the 4 Tops (1973年) ※US #103
- 『メイン・ストリート・ピープル』 - Main Street People (1973年) ※US #66
- 『ミーティング・オブ・ザ・マインズ』 - Meeting of the Minds (1974年) ※US #118
- 『ライブ & イン・コンサート』 - Live & in Concert (1974年) ※US #92
- 『夜のハーモニー』 - Night Lights Harmony (1975年) ※US #148
- 『キャットフィッシュ』 - Catfish (1976年) ※US #124
- 『ショーこそすべて』 - The Show Must Go On (1977年)
- At the Top (1978年)
- 『トゥナイト』 - Tonight! (1981年) ※US #37
- 『ワン・モア・マウンテン』 - One More Mountain (1982年)
- 『バック・ホエア・アイ・ビロング』 - Back Where I Belong (1983年)
- 『マジック』 - Magic (1985年) ※US #140
- Hot Nights (1986年) ※unreleased
- 『不滅の絆』 - Indestructible (1988年) ※US #149
- Christmas Here with You (1995年)
- The Four Tops Collection (2000年) ※1996年、MGMグランドでのライブ